# 1921 у літературі

## Нагороди
- Нобелівську премію з літератури отримав французький письменник Анатоль Франс.

## Народились
- 5 січня — Фрідріх Дюрренматт, німецький письменник.
- 8 січня — Леонардо Шаша, італійський письменник (помер у 1989).
- 24 березня — Вілсон Гарріс, гаянський письменник (помер у 2018).

## Померли
- 7 серпня — Олександр Блок, російський поет (нар. 1880)